# Trupanea dubia
Trupanea dubia är en tvåvingeart som först beskrevs av Malloch 1931.  Trupanea dubia ingår i släktet Trupanea och familjen borrflugor. Inga underarter finns listade i Catalogue of Life.